# St.-Wilhadi-Kirche (Ulsnis)

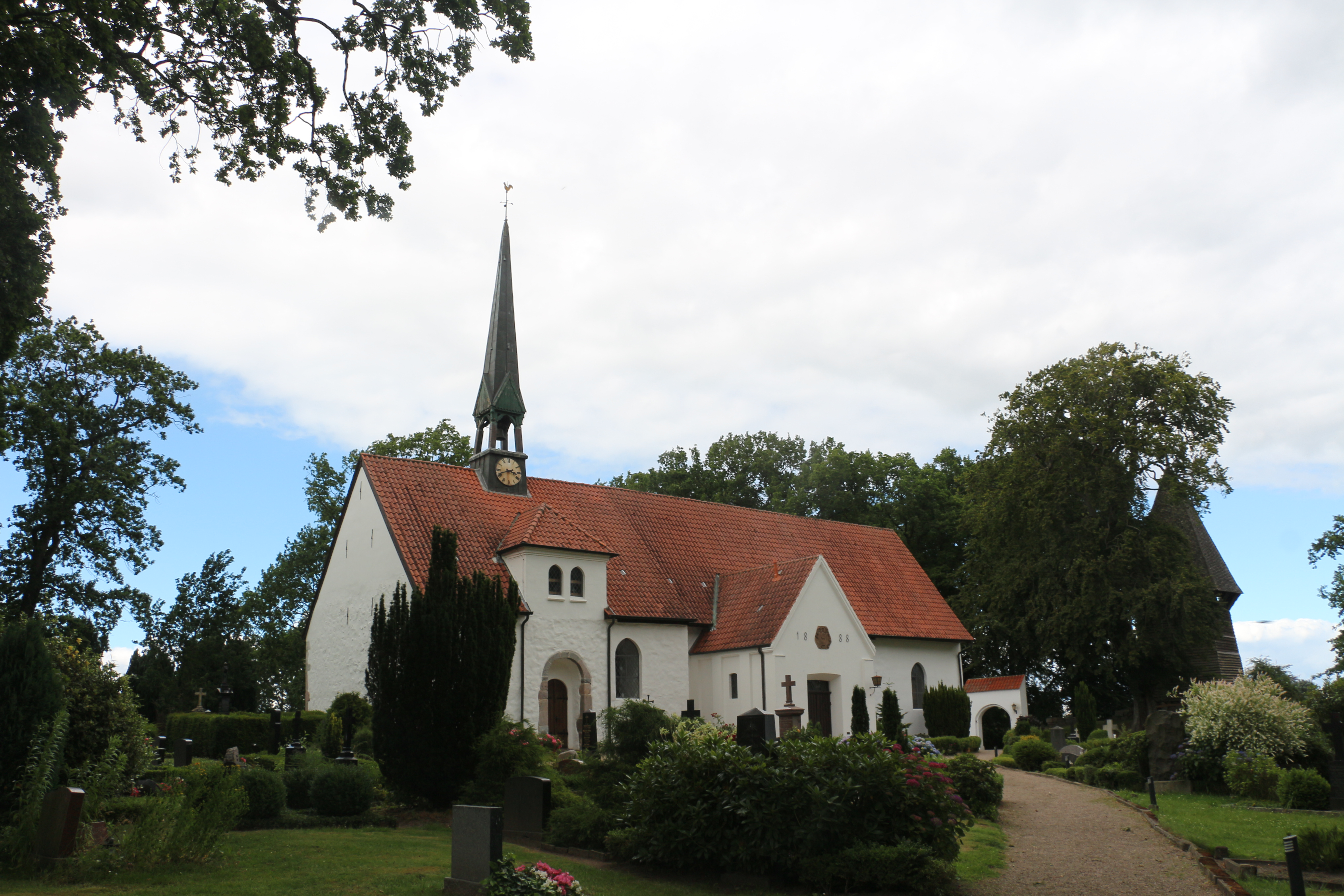
Südwestansicht der Kirche, rechts eines der beiden Friedhofstore und der Glockenturm

Die St.-Wilhadi-Kirche in Ulsnis ist eine mittelalterliche Feldsteinkirche in Südangeln und steht unter Denkmalschutz. Sie gehört zu Kirchengemeinde Süderbrarup im Kirchenkreis Schleswig-Flensburg der Evangelisch-Lutherischen Kirche in Norddeutschland.

## Lage
Die St.-Wilhadi-Kirche steht auf einer Erhebung an der Schlei inmitten des von einer niedrigen Mauer aus Feldsteinen und von Eichen umgebenen Friedhofs. Im Osten und Südwesten führen Alleen auf die Kirche zu, an deren Ende jeweils ein weiß verputztes Backsteintor sich zum Friedhof öffnet. Östlich der Kirche und außerhalb der Friedhofbegrenzung erhebt sich der Glockenturm auf einem bronzezeitlichen Hügelgrab mit Blick über die Schlei. Südlich vom Friedhof befindet sich, getrennt durch ein Feld, etwas abseits das Pastorat, ein reetgedeckter Ziegelbau von 1767/68. Die Adresse des Gotteshauses lautet: Zum Pastorat 2; 24897 Ulsnis / Süderbrarup.

## Geschichte
Die St.-Wilhadi-Kirche entstand Mitte des 12. Jahrhunderts und ist damit die wohl älteste erhaltene Kirche in Angeln. Die Kirche wurde auf einem Thingplatz errichtet. Geweiht war sie anfangs vermutlich der Gottesmutter Maria. 1338 kam das Patrozinium des angelsächsischen Missionars und ersten Bremer Bischofs Willehad dazu.
Im Kirchspiel besaß das Schleswiger Domkapitel den Bischofszehnten, den es 1527 verpfändete. Nach der Reformation unterstand Ulsnis kirchlich weiter dem Domkapitel und nicht der Gottorfer Propstei wie die umliegenden Kirchspiele, während der Landbesitz zum Großteil an den dänischen König fiel. Später wurde es dem Generalsuperintendenten unterstellt.
Ulsnis bildete ab 2007 zusammen mit der St.-Marien-Kirche in Boren eine Kirchengemeinde, die am 1. Januar 2019 mit den Kirchengemeinden von Süderbrarup-Loit, Norderbrarup und Böel zur evangelisch-lutherischen Kirchengemeinde Süderbrarup in der Propstei Angeln innerhalb der Nordkirche mit insgesamt sechs mittelalterlichen Kirchen und drei Pastoren fusionierte.

## Baugeschichte

### Mittelalter
Ursprünglich war die Kirche ein nur kleiner romanischer Feldsteinbau mit flacher Balkendecke und einem eingezogenen Kastenchor, wie er sich beispielsweise bei der Andreaskirche in Brodersby erhalten hat. Zum Bau wurde neben heimischen Feldsteinen auch rheinischer Tuffstein verwendet. Die Kirche hatte zwei Zugänge von Norden und Süden. Während das Norderportal später zugemauert wurde, ist das Süderportal, geschützt durch den Vorbau von 1888, in situ erhalten.
Aus der Erbauungszeit stammen mehrere romanische Steinreliefs: Das Tympanon des Süderportals besteht aus schwarzem Granit. Anstelle des häufigeren Motivs zeitgleicher Tympana, die, wie bei der St.-Marien-Kirche in Sörup, Christus zwischen den Kirchengründern Petrus und Paulus zeigen, ist hier Christus als Weltenrichter zwischen Kain und Abel dargestellt. Abel, dem sich Christus freundlich segnend zuwendet, trägt ein Lamm; Kain, der eine Korngabe hält, wird von einem Dämon bedrängt. Die menschenverschlingenden Löwen rechts und links vom Eingang haben Parallelen bei Kirchen in der unmittelbaren Nachbarschaft, zum Beispiel am Schleswiger Dom. Links befindet sich zusätzlich ein Drache. Die Tierdarstellungen dienten vermutlich als Apotropaion zur Abschreckung böser Geister.
Die beiden Reliefsteine vom Norderportal befinden sich seit 1796 nicht mehr am Originalplatz. Der Eckquader an der Nordostseite zeigt auf der einen Seite eine Tänzerin, auf der anderen eine Art Nymphe oder Seejungfrau. Die Bedeutung ist unbekannt. Möglicherweise stellt die nackte Tänzerin Salome dar, die als Sinnbild der Verführung zur Sünde galt. Der heute an der Südwand befindliche Stein zeigt ein sich umarmendes Menschenpaar, das entweder als Joachim und Anna, die Eltern der Maria, oder als Symbol für die traditionell vor dem Norderportal, der Frauentür, geschlossene Ehe gedeutet wird.

Romanische Steinskulpturen
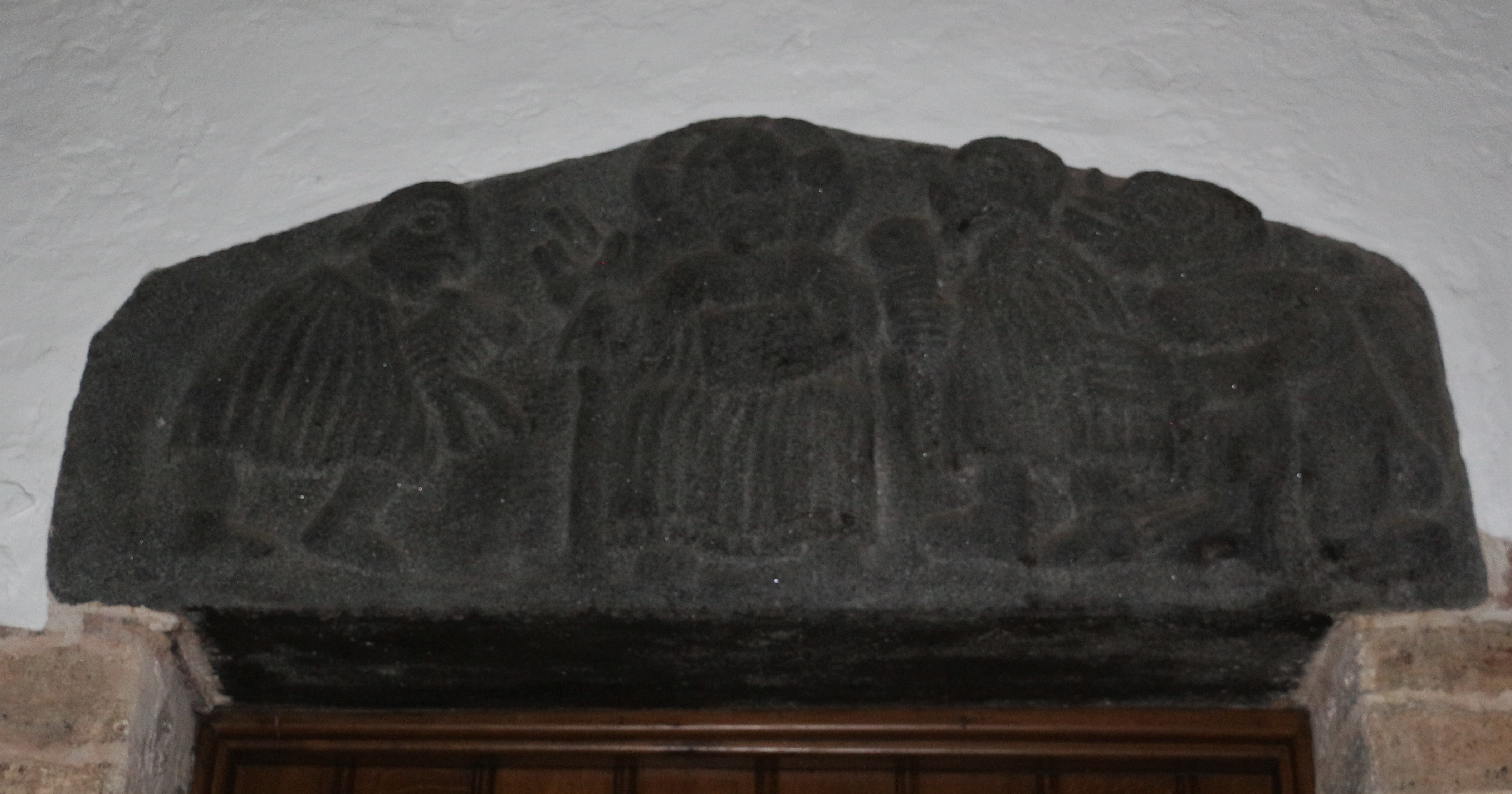
Tympanon des Süderportals
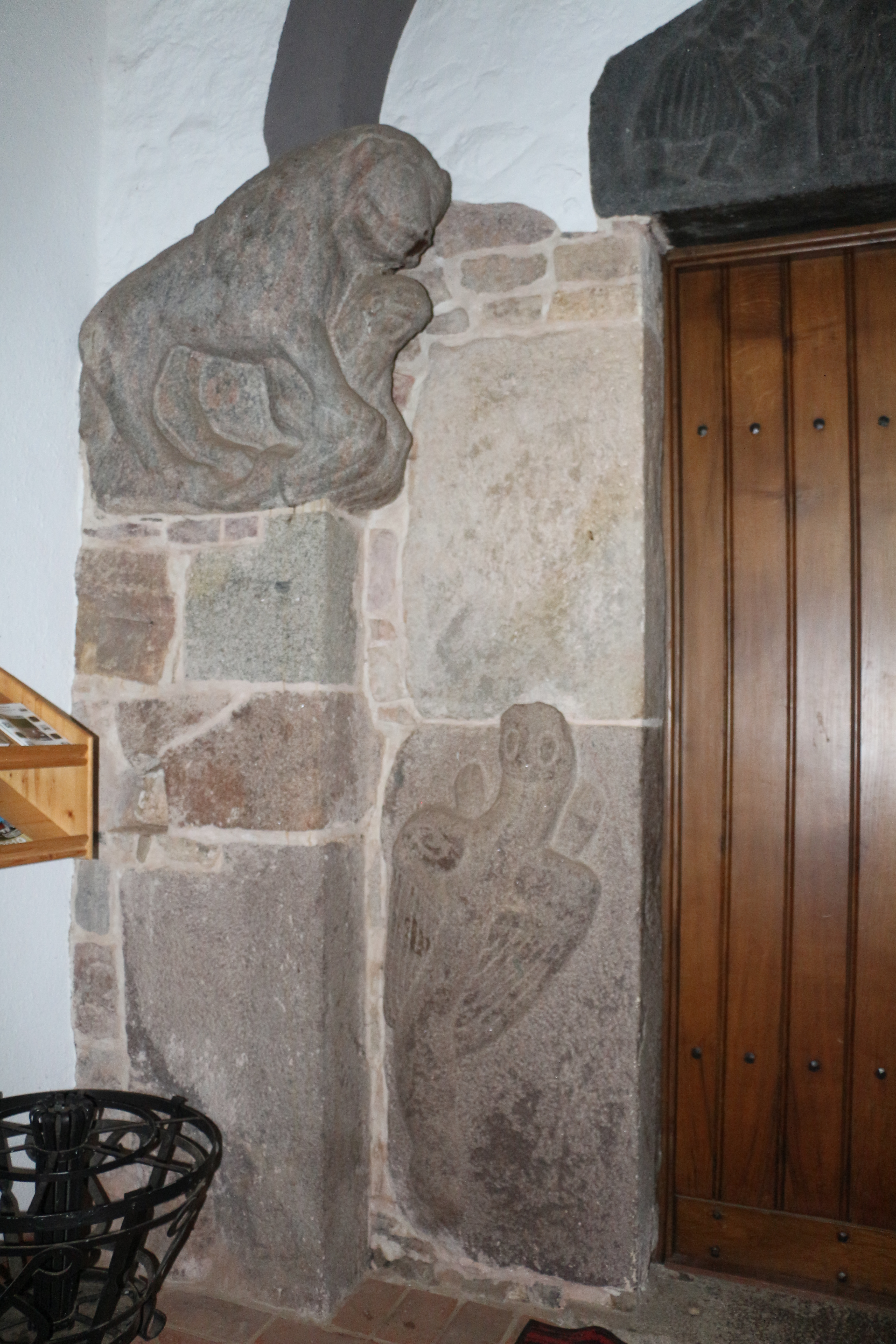
Süderportal
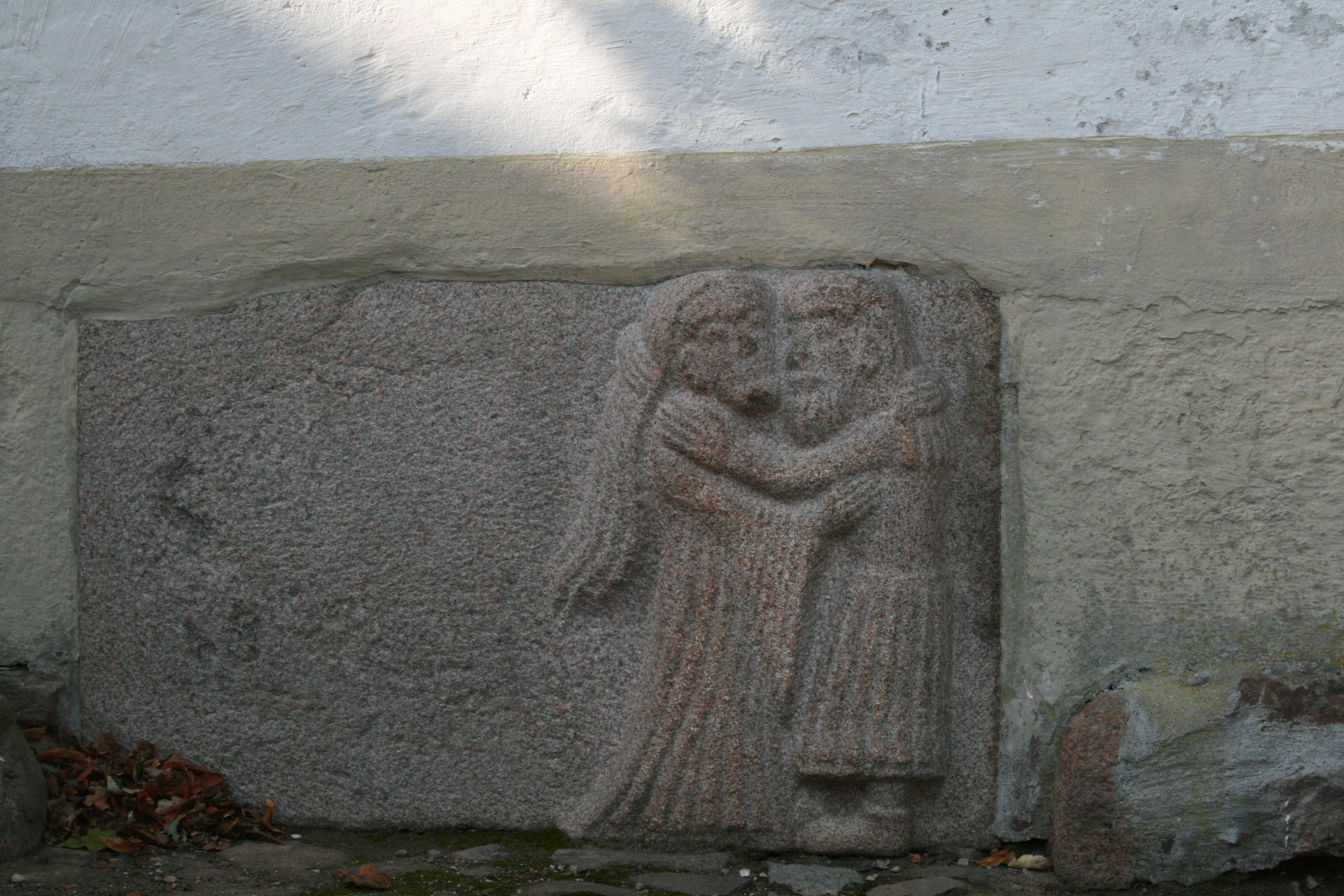
Reliefquader an der SO-Seite
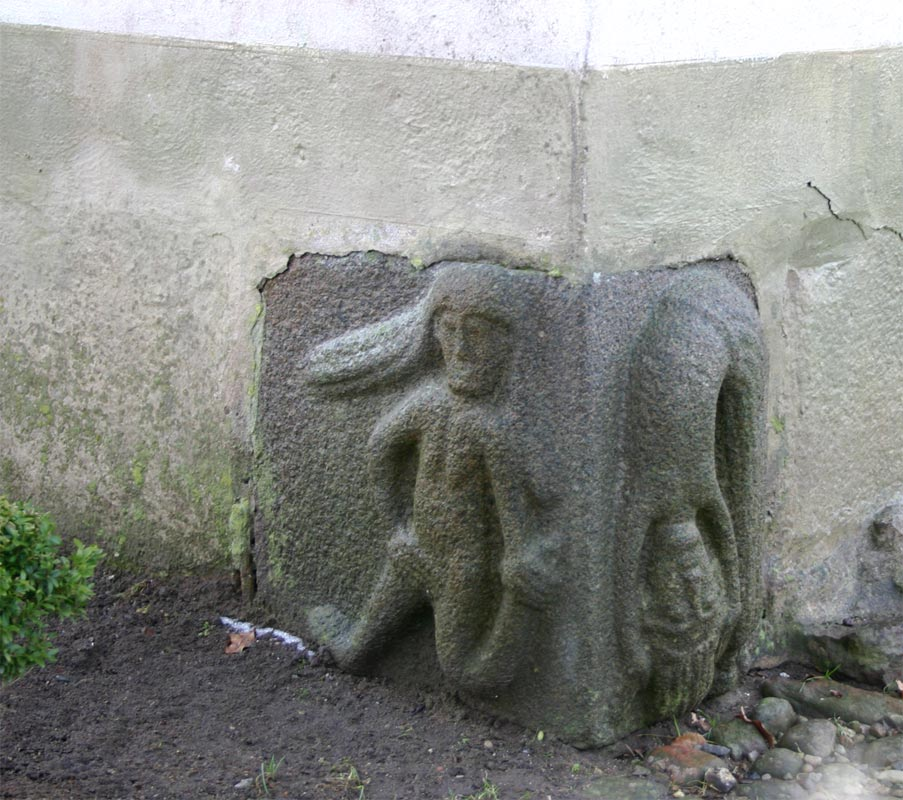
Reliefquader an der NO-Seite

Wahrscheinlich noch vor 1200 wurde westlich der ursprünglichen Kirche ein Anbau geschaffen. Der Erweiterungsbau ist durch seine mit einem Meter doppelt so dicken Feldsteinmauern von außen vom alten Kirchenschiff zu unterscheiden. Der Anbau verfügt über ein zweites, schlichteres Südportal. Er war vermutlich anfangs fensterlos und nicht mit dem Schiff verbunden, sondern diente profanen Zwecken.

### Erweiterungen
Im Jahr 1643 wurde vor dem älteren Süderportal ein Leichenhaus angebaut. 1655 erhielt die Kirche einen neuen Dachstuhl, der den bisherigen Anbau und das alte Kirchenschiff miteinander verband. Somit war spätestens zu dieser Zeit das Innere nach Westen auf fast die doppelte Länge erweitert. 1673 wurde die Kirche im barocken Stil ausgemalt. Dargestellt waren neben Szenen aus dem Leben Jesu alle dänischen Könige, angefangen von dem sagenhaften ersten König Dan.
1785 wurde die Empore an der Nordwand eingezogen, die von außen über das Nordportal zugänglich war. 1796 wurde der baufällig gewordene mittelalterliche Kastenchor samt Chorbogen abgebrochen und stattdessen die Kirche als Saalkirche rechteckig nach Osten verlängert. Innen ist die Erweiterung durch die größere Deckenhöhe zu erkennen. Gleichzeitig mit dieser Renovierung wurde die Orgel über den Altar verlegt. Die Wandmalerei wurde erneuert und die Reihe der Könige bis Christian VII. ergänzt. Reste dieser Bemalung finden sich an der Nordwand beim Aufgang auf die Empore über dem zugemauerten Nordportal.
1841 besaß die Kirche ein blaues Dach. 1869 wurde der neogotische Dachreiter mit Turmuhr aufgesetzt und das Zwerchhaus über dem neuen Süderportal angefügt. Anstelle des Leichenhauses entstand 1888 ein Vorhaus, dabei wurde die Monogrammkartusche von Christian V. an den Giebel des Neubaus übernommen.

## Ausstattung

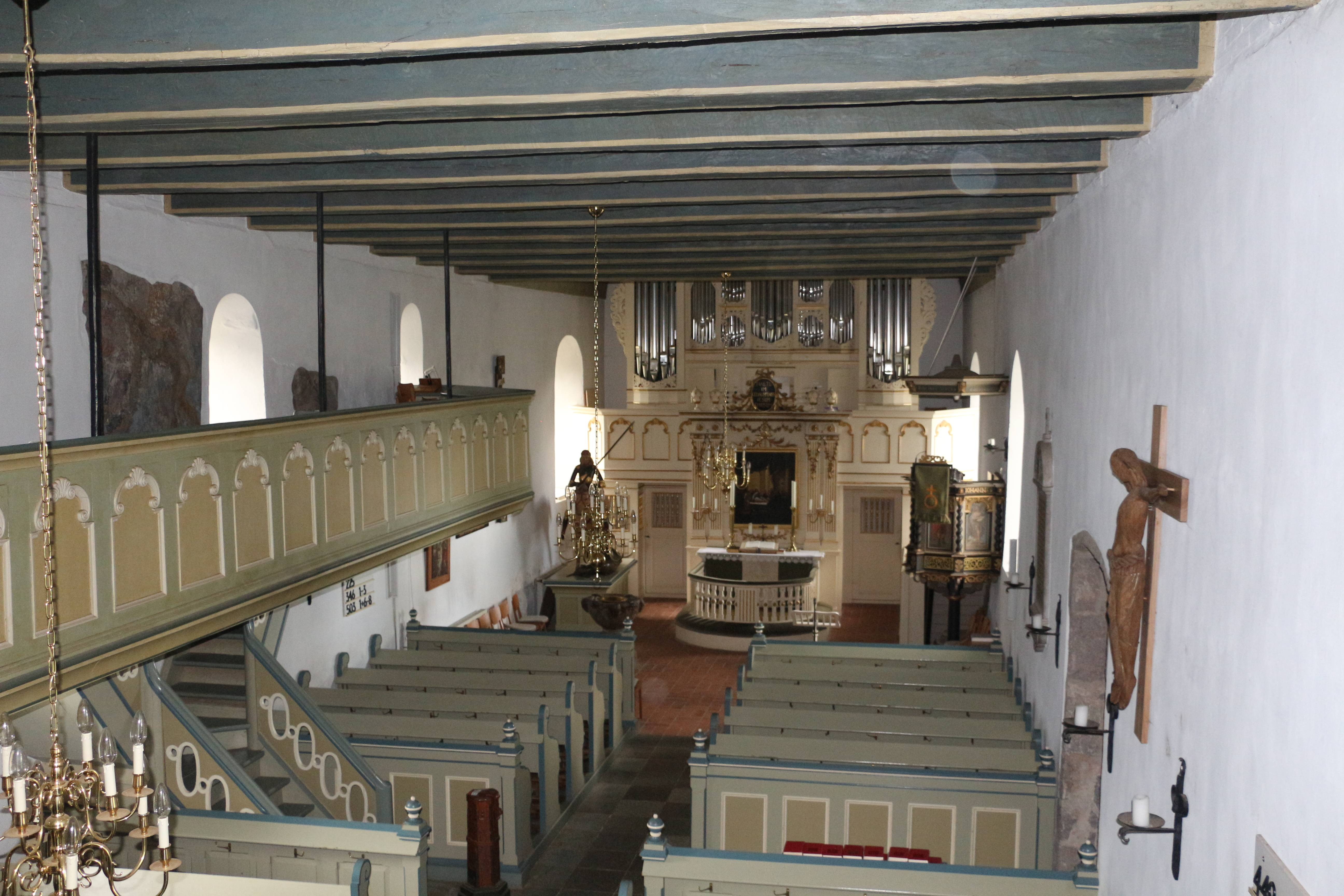
Innenraum von der Westempore aus gesehen; rechts vorn das frühgotische Kruzifix

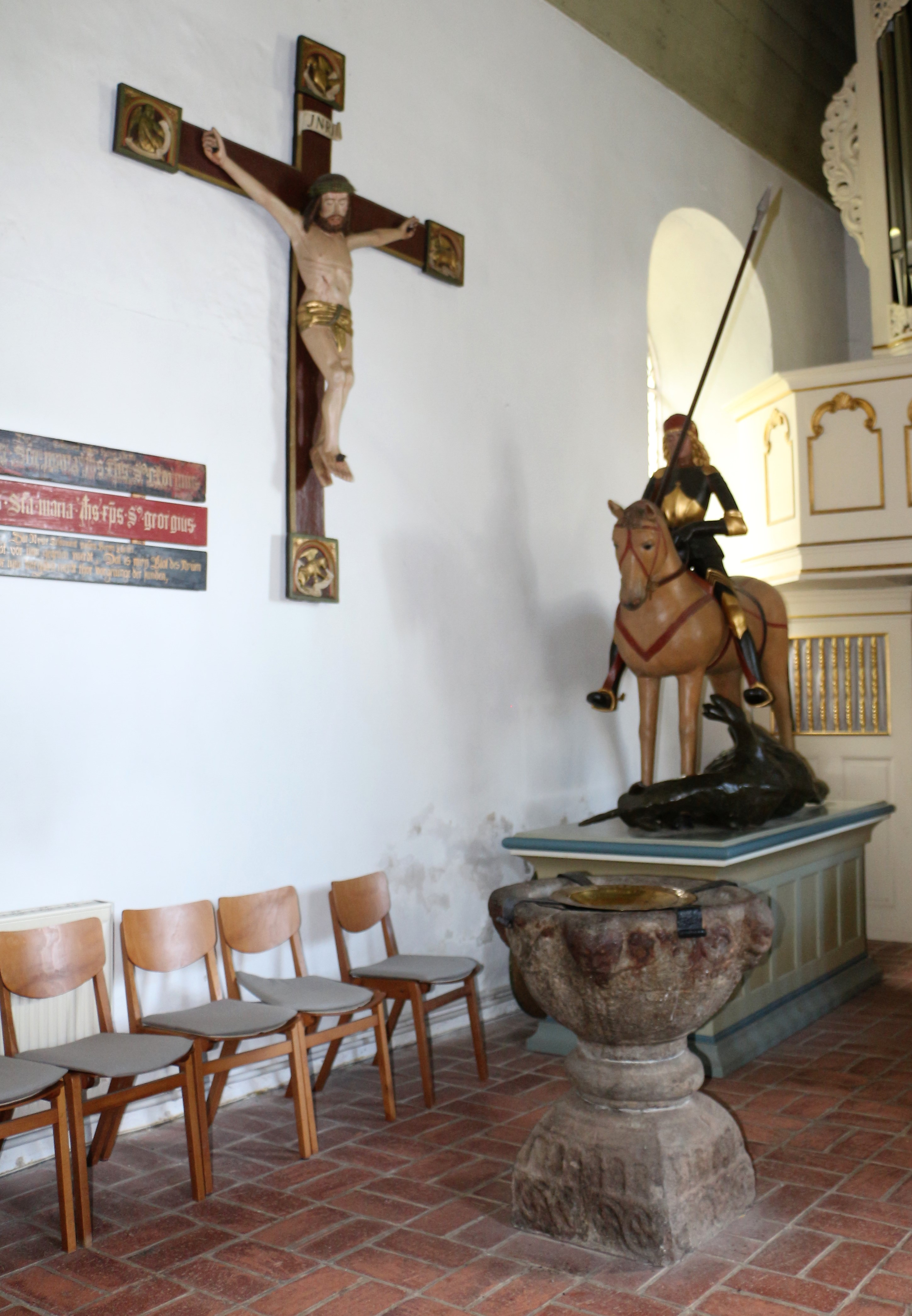
Taufstein, St.-Jürgen-Gruppe und Triumphkreuz um 1500; links das alte Altarbrett

Das älteste Inventarstück ist die Granittaufe aus der Zeit um 1200. Da sie deutlich kleiner ist als andere zeitgenössische Taufbecken, vermuten Historiker, dass sie ursprünglich ein Weihwasserbecken war. Die Kuppa trägt vier Löwenköpfe. Das Becken musste 1787 einem Taufengel weichen und wurde lange zweckentfremdet. Der Taufengel wurde nach nur wenigen Jahrzehnte wieder abgeschafft und wird im Pastorat aufbewahrt. Stattdessen wurde in die halbkreisförmige Kommunionbank eine ausklappbare Holzschale als Einsatz für ein winziges Taufbecken eingebaut. Die Kuppa des mittelalterlichen Steinbeckens kehrte 1930 in die Kirche zurück. Der Sockel wurde erst um 1970 in die Treppe eines Gebäudes vermauert aufgefunden.
In der Kirche befinden sich zwei Kruzifixe. Das ältere romanische Kruzifix von 1230/40 ist eine der ältesten Holzskulpturen Angelns. Der Gekreuzigte ist nach dem Dreinageltypus und mit einem kunstvoll drapierten knielangen Lendentuch dargestellt. Die stark verwitterte Christusfigur weist Spuren späterer Umarbeitungen auf. Da sie abgelaugt wurde, sind nur wenige Reste einer Bemalung erhalten. Der Kruzifixus hatte lange auf dem Boden der Kirche gelegen, ehe es 1902 zusammen mit mehreren anderen Ausstattungsstücken in das Flensburger Museum gelangt. 2012 wurde es restauriert und hängt seit 2013 neben dem alten Süderportal. Da nur der Korpus erhalten war, wurde das Kreuz aus Ulmenholz der Kirchenallee hergestellt. Das jüngere gotische Triumphkreuz im Chorraum stammt aus dem frühen 16. Jahrhundert. Es ersetzte vermutlich um 1500 das romanische Kreuz. Beim Einbau der Altarwand 1803 kam es auf den Dachboden, wurde aber schon 1870 wieder in der Kirche aufgehängt. An den Kreuzenden befinden sich Reliefs der vier Evangelistensymbole.
Ebenfalls aus der Zeit kurz vor der Reformation stammt die Figurengruppe des heiligen Georg, in Norddeutschland St. Jürgen genannt, mit dem hier als Einhorn dargestellten Drachen, der sich besiegt unter den Füßen der Pferdes windet. Die drei Figuren, Georg, Pferd und Drache, sind separat gearbeitet und bestehen jeweils aus mehreren Werkstücken. Die Fassung stammt von der Restaurierung im Flensburger Museum 1926, bei der die zerbrochenen Figuren zusammengesetzt und mehrere verlorene Teile ergänzt wurden. Eine eigentlich zu einer St.-Jürgen-Gruppe gehörende Prinzessin ist nicht (mehr) vorhanden.

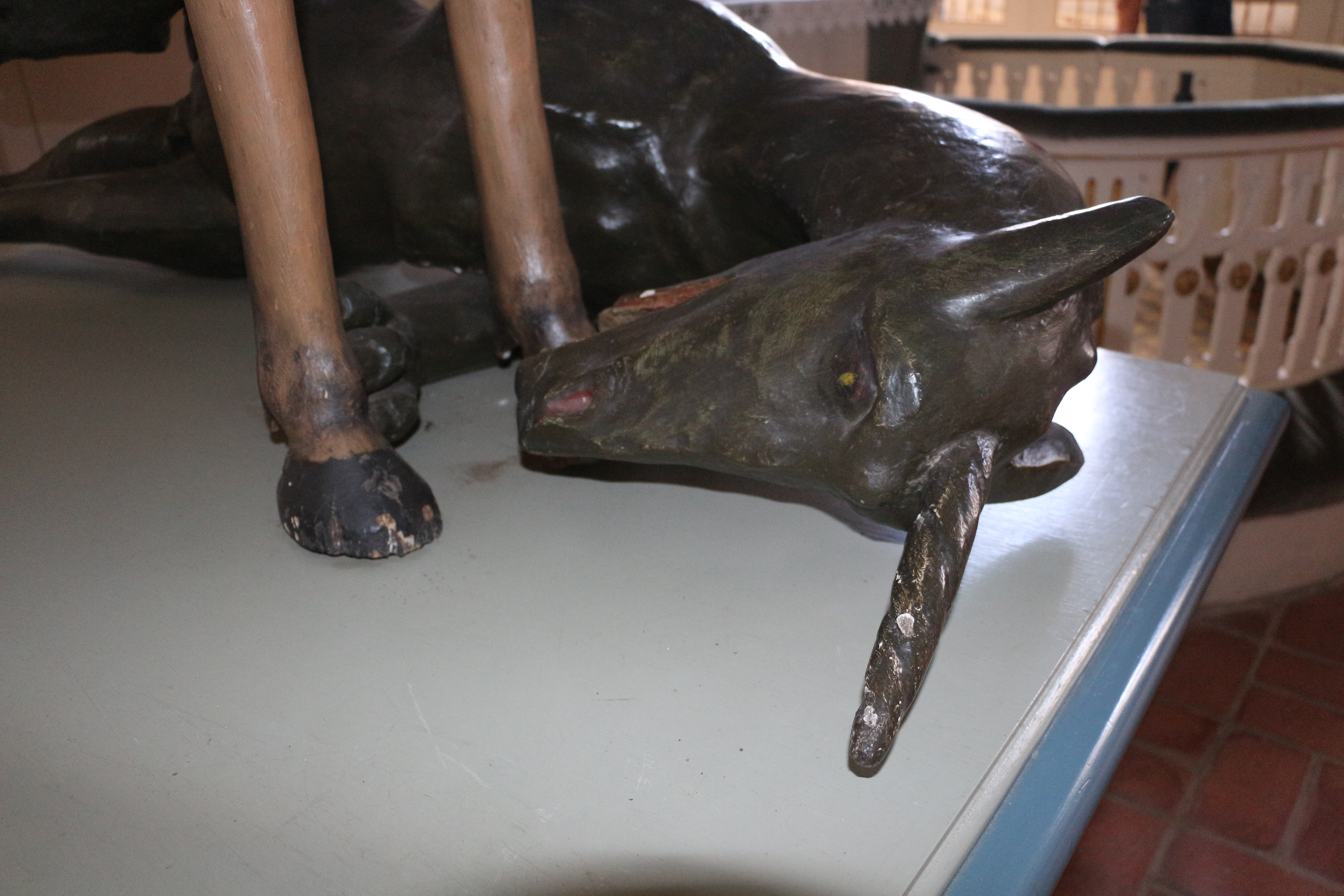
Kopf des Einhorn-Drachen

Vor der Reformation besaß die Kirche mehrere Altäre. Für 1506 ist die Weihe von zwei Altären durch den Schleswiger Bischof Detlef von Pogwisch belegt. Von einem dieser Altäre ist ein Altarbrett erhalten, auf dem die Namen der verehrten Heiligen Maria, Georg und Willehad stehen. In nachreformatorischer Zeit wurden diese mit den Einsetzungsworten der Eucharistie überschrieben. Im 18. Jahrhundert wurden die mittelalterlichen Altäre durch einen Barockaltar ersetzt, der als „schönster von Angeln“ beschriebenen wurde. Auch dieser ist nicht erhalten, denn nach der Umsetzung der Orgel an die Altarwand an der Ostseite der Kirche 1798 schuf der Bildhauer Franz Joachim Schmädl, der wenige Jahre zuvor die Altarwand der St.-Katharinen-Kirche in Gelting gestaltet hatte, 1803 eine zur Orgel passenden klassizistische Altarwand, in die ein Abendmahlbild von Johann Peter Goos (1763–1837) eingefügt ist. In dem Medaillon über dem Bild steht: „Halt im Gedächtnis Jesum Christum.“
Die barocke Kanzel stammt aus dem Jahr 1673. Die recht verblassten Gemälde zeigen bedeutende Personen der Bibel: Mose, Aaron, König David und den Täufer Johannes. Die Kanzeltür mit Bildern von Luther und Melanchthon wird schon seit langem nicht mehr verwendet.

## Orgel

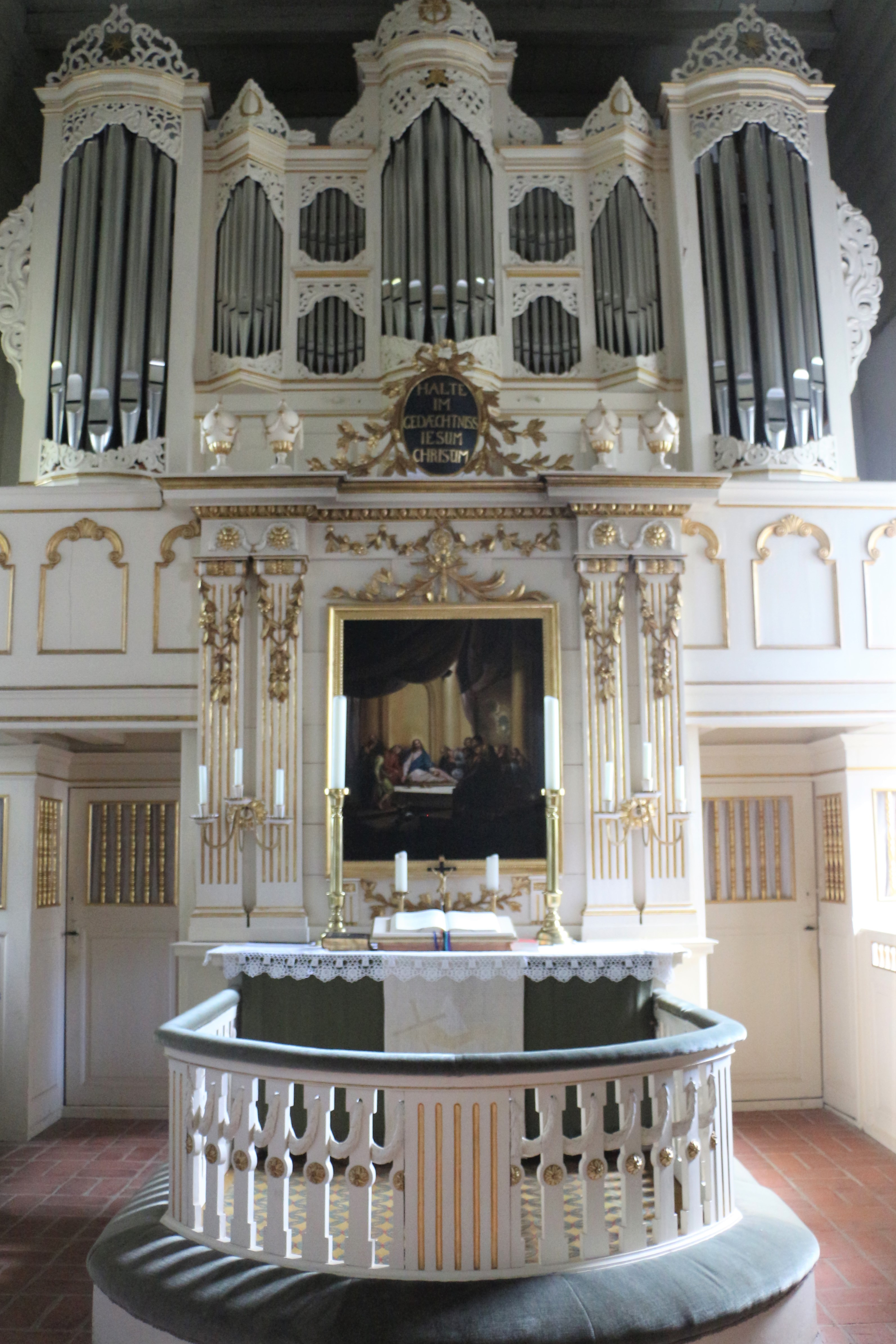
Orgel von Johann Daniel Busch über dem klassizistischen Altar

Spätestens seit 1682 besaß die Kirche eine Orgel. Diese älteste bekannte Orgel wurde 1785, als die heutige Orgel aus der Werkstatt von Johann Daniel Busch installiert wurde, an die St.-Andreas-Kirche in Brodersby verkauft. Die Orgel befand sich anfangs auf der Westempore und wurde nach der Erweiterung des Chores 1798 nach Osten versetzt. Dabei erweiterte der Flensburger Orgelbauer Jürgen Heinrich Angel sie um die Pedaltürme. Nach mehreren Umbauten im 19. und 20. Jahrhundert wurde die Orgel 2002/2003 von Paschen Kiel Orgelbau restauriert.
| II Hauptwerk C,D–c3 |             |        |
| 1.                  | Principal 0 | 8′     |
| 2.                  | Oktave      | 4′     |
| 3.                  | Quinte0     | 2 ⁄3′  |
| 4.                  | Terz0       | 1 3⁄5′ |
| 5.                  | Octave      | 2′     |
| 6.                  | Mixtur III  |        |

| I Nebenwerk C,D–c3 |           |        |
| 7.                 | Gedackt   | 08′    |
| 8.                 | Flöte     | 04′    |
| 9.                 | Waldflöte | 02′    |
| 10.                | Quinte    | 01 ⁄3′ |
| 11.                | Zimbel II |        |
| 12.                | Trompete  | 08′    |

| Pedal C,D–d1 |                  |     |
| 13.          | Subbass          | 16′ |
| 14.          | Prinzipal        | 08′ |
| 15.          | Octave           | 04′ |
| 16.          | Nachthorn        | 02′ |
| 17.          | Rauschpfeife III |     |
| 18.          | Posaune          | 16′ |
| 19.          | Trompete         | 08′ |

- Koppeln: II/I (Manualschiebekoppel)
- Tremulant (auf beide Manuale wirkend)
- Zimbelstern[16]

## Glockenturm
Der alleinstehende hölzerne Glockenturm steht östlich der Kirche auf einem bronzezeitlichen Grabhügel. Der heutige Bau stammt aus dem Jahr 1759, geht aber auf das 16. Jahrhundert zurück. Im Turm hängen drei Glocken von 1869, 1959 und 1996.

## Kriegerdenkmal
In der Stützmauer des Kirchhofs ist ein Denkmalkomplex für die im Kirchenkreis gestorbenen Personen im Ersten und Zweiten Weltkrieg eingebaut. Das Kriegerdenkmal besteht aus sieben Sandsteintafeln, auf je drei sind die Namen aller Gefallenen und ihre Herkunftsorte vermerkt. Die mittlere etwas größere Tafel enthält die vergoldete Inschrift in Fraktur:
IHS
Die Jünglinge fallen

aber die auf den Herrn harren

kriegen neue Kraft

Jes. 40, 30
1939 – 1945